# Давид Бистронь
Давид Бистронь (чеськ. David Bystroň, 18 листопада 1982, Левоча — 19 травня 2017, Іланц) — чеський футболіст, що грав на позиції захисника. Виступав за низку чеських клубів, а також молодіжну збірну Чехії. Дворазовий чемпіон Чехії, дворазовий володар Кубка Чехії. Чемпіон Болгарії.

## Клубна кар'єра
Давид Бистронь нарадився 1982 року в місті Левоча. Розпочав грати у футбол у школі клубу «Банік», у якому в 2001 році й розпочав професійну футбольну кар'єру. У складі «Баніка» Бистронь став чемпіоном Чехії та володарем Кубка Чехії, грав у команді до 2008 року, взявши участь у 183 матчах чемпіонату.
У 2008 році Давид Бистронь перейшов до болгарського клубу «Левські», у складі якого в цьому ж сезоні став чемпіоном Болгарії. У 2009 році футболіста віддали в оренду на батьківщину до клубу «Вікторія» (Пльзень), у якому в цьому ж сезоні футболіст став володарем Кубка Чехії. У 2010 році Бистронь став гравцем «Вікторії» на правах постійного контракту, та в сезоні 2010—2011 років став у складі команди чемпіоном Чехії.
У листопаді 2011 року після матчу Ліги чемпіонів УЄФА проти білоруської команди БАТЕ Давид Бистронь отримав позитивну допінг-пробу на метамфетамін. У січні 2012 року проба «B» футболіста також дала позитивний результат на цю речовину. Бистроню присудили дворічну дискваліфікацію з професійного футболу, починаючи з 3 січня 2012 року, яка закінчувалася 3 січня 2014 року. Його контракт з клубом «Вікторія» був достроково розірваний 13 лютого 2012 року.
Після закінчення дискваліфікації Бистронь уклав контракт із клубом «Сігма» (Оломоуць), проте в команді практично не грав, і в 2016 році закінчив виступи у професійному футболі, після чого перебрався до Швейцарії, де до 2017 року грав за аматорські клуби «Лінт» і «Шлюйн Іланц».

## Виступи за збірні
У 1997 року Давид Бистронь дебютував у складі юнацької збірної Чехії, грав у юнацьких збірних усіх вікових груп, загалом на юнацькому рівні взяв участь у 38 іграх, відзначившись 6 забитими голами.
Протягом 2002—2003 років Бистронь залучався до складу молодіжної збірної Чехії. На молодіжному рівні зіграв у 2 офіційних матчах.

## Смерть
19 травня 2017 кілька новинних агентств повідомили, що Давид Бистронь повісився у своєму будинку в швейцарському місті Іланц.

## Титули і досягнення
- Чемпіон Чехії (2):

«Банік»: 2003–2004
«Вікторія» (Пльзень): 2010–2011
- Володар Кубка Чехії (2):

«Банік»: 2004–2005
«Вікторія» (Пльзень): 2009–2010
- Чемпіон Болгарії (1):

«Левські»: 2008–2009